# Jean-Luc Annaix
 (octobre 2024).
Jean-Luc Annaix est un dramaturge et metteur en scène français né le 12 juin 1952 à Nantes.

## Biographie
Fondateur de la troupe de théâtre Théâtre-Nuit, il met en scène, joue et écrit des pièces de théâtre. Sa spécialité est la comédie musicale.
Après avoir conçu avec Michel Liard 2 spectacles musicaux : Pour en finir une fois pour toutes avec la Bonne chanson française et Les Bricopathes II),  Jean-Luc Annaix écrit et met en scène en 1984 sa première comédie musicale Wouap dou Wouap qui obtient un succès remarqué à Nantes (6 000 spectateurs en 19 représentations). L’importance de la distribution et du décor interdit toutes perspectives de tournée et le spectacle en reste là. Tandis que le spectacle Pour en finir une fois pour toutes avec la Bonne chanson française tourne en France et en Europe, Jean-Marc Ayrault, maire de Saint Herblain, et son équipe municipale lui passent commande d'une comédie musicale pour l'inauguration en décembre 1988 de l'Espace Culturel ONYX. Ce sera Viva je t'aime.
Après ces deux premières comédies musicales, Descente au Paradis (1991) co-écrit avec Hubert Benkemoun amorce un tournant. Cinq comédiens Claudine Merceron, Christine Peyssens, Fabrice Redor, Georges Richardeau, Jean-Luc Annaix et trois musiciens Pascal Vandenbulcke, Franck Thomelet, Christian Kerhardy qui jouent en direct sont de l'aventure. Il n'y a pas d’accessoire et le plateau est nu, sans aucun décor. L’espace, l’univers et l’ambiance sont créés par les interprètes. Cette pièce remporte un grand succès au festival d'Avignon 1991. Il s'ensuit pendant trois saisons, une tournée de 107 représentations dans tout l’Hexagone.
En début d'année 1994, Christine Souchaire prend en charge l'administration de la compagnie, Théâtre-Nuit.
Et Dokk, donc, s’en vint sur Terre… (1994) s’inscrit dans la continuité du travail accompli avec Descente au Paradis. Explorant le thème du fantastique, cette histoire d’extraterrestre double séduit de nouveau le public et les programmateurs du Festival d'Avignon en 1995. Le spectacle est représenté 97 fois en France et à l’étranger notamment dans 11 pays africains francophones.
Rencontrant le même succès, les dix comédiens et musiciens de Lune de miel (1997), comédie musicale/clin d’œil au vieux mélodrames chantés, auront l’occasion de se produire également 96 fois au cours d'une longue tournée française.
En 1995, fidèle au texte du dramaturge anglais et s'appuyant sur la traduction de Jean-Michel Déprats, Jean-Luc Annaix met en scène une adaptation musicale et chantée du Songe d'une nuit d'été de William Shakespeare. Co-produit par le CRDC de Nantes (direction Jean Blaise), le spectacle est créé au Festival de la Gournerie puis part en tournée notamment au Festival de Sarlat (direction Jean-Paul Tribout) et au Festival de Carpentras (direction Jean-Pierre Darras). Après des échappées en compagnie d’Offenbach (Il nous faut de l’amour, inspirée du répertoire d'Offenbach, 1999) et de Sophocle (Antigone, 2000), Jean-Luc Annaix revient à ses premières amours en concevant Battements de cœur (pour duo de cordes- 2001). Cette comédie musicale dépasse les 40 000 spectateurs, part en tournée aux États-Unis et convainc un public de plus en plus nombreux.
En 2006, Jean-Luc Annaix passe commande à 6 auteurs dramatiques (Emmanuel Darley, Catherine Zambon, Valérie Deronzier, Michel Arbatz, Anne Sylvestre et Nathalie Fillion) de courtes formes théâtrales chantées. Ce sera Printemps. Spectacle protéiforme destiné à explorer de nouvelles formes de théâtre chanté. Les partitions musicales sont signées Christine Peyssens, Antonio Vivaldi, Jean-Pierre Neel, Anne Sylvestre, Jean-Yves Bosseur et Jean-Luc Annaix.
En 2008, Minuit Song est créé : deux fées préposées à l'attribution des dons aux nouveau-nés commettent une bévue en oubliant de se pencher sur le berceau de la sœur jumelle d'Annabelle. Le destin d'Annaelle en sera bouleversé.
En 2009, il signe en collaboration avec Jonathan Kerr un "Manifeste pour un Théâtre Musical Populaire" (éditeur "l'Œil du Souffleur"). Les deux auteurs défendent le genre tout en interpellant les lecteurs-spectateurs et les pouvoirs publics sur la nécessité d'une "ouverture à Paris et en région d'un lieu dédié au répertoire d'un Théâtre Musical Populaire".
Toujours en 2009, Jean-Luc Annaix, avec la complicité de Christine Peyssens, initie un projet de création théâtrale chantée avec le milieu amateur. ce sera Prévert en Octobre co-écrit avec Michel Arbatz.  Cette création fédère plusieurs compagnies théâtrales amateurs de la Région des Pays de la Loire. Le spectacle rencontre un vrai succès public. Il obtient le Masque de Vermeil au Festival d'Aix les Bains.
Angers-Nantes Opéra coproduit en 2011 Cauchemar à Venise de J.L. Annaix et M. Arbatz. Ce polar musical met en scène le célèbre compositeur Antonio Vivaldi qui s'apprête à créer son œuvre majeure Les Quatre Saisons. Une série de catastrophes plus imprévisibles les unes que les autres s'abattent sur sa pauvre tête.
À la suite d'une commande de la Ville de Nantes, J.L. Annaix conçoit un spectacle/ hommage au cinéaste nantais Jacques Demy. Dans l'ombre des Demoiselles est créé en 2012. Interprété par Isabelle Zanotti et Christine Peyssens et Vincent Rébillard (piano), le spectacle est présenté au Festival d'Avignon 2012 puis part en tournée.
Engagé au sein des EAT (Écrivains associés du théâtre), dont il est membre un temps du conseil d'administration, et de la Fédération des Musicals, Jean-Luc Annaix poursuit son rêve d’une comédie musicale et d’un théâtre chanté qui mettent en avant l’inventivité, l’originalité et soient plus proches encore du public.
Battements de cœur (pour duo de cordes) est donné pour la dernière fois le 31 décembre 2013 au Studio-Théâtre à Nantes après 13 ans de tournées nationales et internationales, .
En 2014, Jean-Luc Annaix adapte et met en scène le roman "Courir" de Jean Echenoz paru aux Editions de Minuit. L'interprétation est confiée au comédien Gilles Ronsin. La partition musicale est signée Michel Aumont, joueur de clarinette basse. Jean-Luc Taillefert prend en charge la scénographie. En décembre 20914, Jean Echenoz et Jean-Luc Annaix participent à un entretien croisé organisé par la Médiathèque de Rezé.
Le spectacle est présenté au festival d'Avignon 2015. Au mois d'août de la même année, une adaptation du spectacle sous forme de lecture musicale est donnée dans  tous les centres pénitentiaires de la région Pays de la Loire.
En 2017, sur la scène de l'Echiquier (Pouzauges), est créé Le melon qui, comédie musicale de J.L. Annaix dédiée à Roland Topor. Claudine Merceron, Christine Peyssens, Nathalie Liscatro, David Humeau et Fabrice Redor en sont les interprètes. Pascal Vandenbulcke assure la direction et l'interprétation musicales. La scénographie est signée Jean-Luc Taillefert, les lumières, Christophe Olivier, les costumes Patricia Nail d'Angers Nantes Opéra. Le spectacle part en tournée en région Pays de la Loire. Il est donné à l'été 2017 au Festival de Sarlat et au Festival de Noirmoutier.
Dans le cadre du dispositif "Créations Partagées" de la Ville de Nantes, le ThéâtreNuit crée en juin 2018 une fresque théâtrale Batignolles-St-Jo inspirée du livre de Louis Le Bail "Batignolles-St-Jo/ Histoire d'un quartier nantais". Plus de 100 participants amateurs (comédiens, choristes, adultes, élèves de la classe de CM1/CM2 de l'école primaire des Batignolles) interprètent cette pièce qui met en lumière le riche passé ouvrier de ce territoire nantais. Jean-Luc Annaix  a conçu et mis en scène ce spectacle avec la complicité de Claudine Merceron, Michel Hermouët et Christine Peyssens. L'Atelier photographique de l'Erdre (ALPAC de St-Joseph de Porterie mène tout un travail autour du montage de la pièce et réalise une exposition documentant l'engagement des acteurs amateurs. Ce projet est le dernier du ThéâtreNuit, après 38 ans d'activité.